# Grüte
Das Grüte ist ein 29 Hektar großes Naturschutzgebiet in Oerlinghausen und Leopoldshöhe in Nordrhein-Westfalen. Der größte Teil der Fläche, geführt mit der Objektkennung LIP-038, liegt auf dem Stadtgebiet von Oerlinghausen im Kreis Lippe am Nordhang des Teutoburger Waldes.

## Charakteristik
Es handelt sich um ein morphologisch ausgeprägtes Kerbtal mit wertvollem Buchenwald. Durch das weitgehend naturbelassene Tal fließt der Grütebach.
Die ursprüngliche Quelle des Bachs im Siedlungsbereich von Oerlinghausen ist verfüllt und überbaut. Von dieser Quelle fällt das Gelände in nördlicher bis nordwestlicher Richtung ab. Im oberen Bereich findet sich ein bachbegleitender Eschen-Auenwald. Später durchquert der Bach in dem Kerbtal einen mit Buchenwald bewaldeten Kalkhöhenzug und setzt sich anschließend ein offenes Bachtal fort. Zwei Stillgewässer werden als Fischteiche genutzt.
Der Grütebach speist auf Oerlinghauser Gebiet einen Teich, der als Stöhnebrinksteich bezeichnet wird. Unterhalb des Teichs beginnt unmittelbar Leopoldshöher Gebiet, ab hier ändert der Bach seinen Namen in Holzkampbach und mündet später in die Windwehe. Das Naturschutzgebiet endet kurz vor dem Gut Niederbarkhausen. Nördlich grenzt direkt das Landschaftsschutzgebiet Grütebach östlich Niederbarkhausen an.